# Sirakami-szancsi
A Sirakami-szancsi (白神山地) Honsú sziget északi részén található Japánban. Ez a hegyvidéki, érintetlen erdő érinti Akita és Aomori prefektúrát is.  1993-ban az elsők között került fel a Világörökség listájára a Hórjúdzsi, a Himedzsi várkastély és Jakusima szigettel együtt.

## Földrajza
A Japán-tenger mentén helyezkedik el, 100 – 1243 méter tengerszint feletti magasság között. Legnagyobb arányban a japán fehér bükk van jelen az erdőben. Ez az erdő a Sirakami hegység egyharmadát borítja, és ez a legnagyobb érintetlenül megmaradt bükkös Kelet-Ázsiában. Ez maradt meg a hideg-mérsékelt bükkösökből, amelyek a hegyeket és dombságokat borították Észak-Japánban 8-12 000 évvel ezelőtt.

### Sirakami hegység
Több mint 450 km² kiterjedésű, labirintusszerű, meredek lejtőket magában foglaló táj. A terület több mint 50%-a mély völgyekből és meredek lejtőkből áll. Sok pataknak a forrása található itt és ez egy fontos vízgyűjtő terület. Több mint 500 növényfajt azonosítottak erről a területről, ami nem különösebben magas a többi hegyvidéki területhez képest, azonban számos, az országban jellemző növényfaj, illetve az alpesi zónára jellemző faj is megtalálható. Minden emlős megtalálható itt, amely Észak-Honsún él, két faj kivételével, melynek létezését korlátozza az erős havazás. Jelenleg 87 madárfajt azonosítottak a környéken. A szirti sast, amely veszélyeztetett Japánban, három pár fészkelő fekete harkályt, amely szintén veszélyeztetett, illetve a hegyi vitézsas és a japán széró is megtalálható. Az örvös medve is gyakori. A terület rovarokban is különösen gazdag, 2212 fajt rögzítettek.

## Sértetlenség
Észak-Japánban sok bükköst váltott fel telepített erdő, amely többek közt japán cédrusból áll. Ez a bükkös azonban nagyrészt érintetlen, nem találhatóak benne ember alkotta létesítmények. A területe összesen 16 971 hektár, amely elegendő ahhoz, hogy biztosítva legyen a bükkös ökoszisztéma hosszú fennmaradása. A környező és szomszédos területeken a turisztikai tevékenységek is korlátozottak: egy 6800 hektáros zóna veszi körül, melyen belül kitermelő tevékenység nem megengedett.

## Megtalálható fajok
- Mandarin kacsa
- Szirti sas
- Japán széró
- Hegyi vízirigó
- Fekete harkály
- Kéknyakú csörgőmadár
- Japán pele
- Tüzes halkapó
- Tarka réce
- Japán nyúl
- Japán makákó
- Feketelábú nyest
- Hermelin
- Szibériai görény
- Hegyi vitézsas
- Fenyőszajkó
- Nyestkutya
- Füleskuvik
- Japán óriás repülőmókus
- Japán sutaszárnyúmókus
- Japán mókus
- Örvös medve
- Vörös róka
- Japán tiszafa
- Törpe szibériai fenyő